# محمد حکیمی
محمد حکیمی (زادهٔ ۱۳۱۸ در مشهد) مجتهد حوزوی، نویسنده و از مؤلفان مجموعه کتاب الحیات، استاد اقتصاد، اقتصاد اسلامی و ادبیات در حوزه علمیه مشهد.
نگاه اجتهادی و روزآمد وی با اتکا به اصول قرآن و سنت و مقاصد شریعت، دیدگاه‌های قابل توجهی از وی را در حوزه‌های مختلف سبب شده‌است.
وی به همراه دو برادر دیگر خود محمدرضا حکیمی و علی حکیمی از مؤلفان الحیات می‌باشند که به وسیله احمد آرام به فارسی ترجمه شده‌است.

## آثار
- الحیات
- عصر زندگی
- دفاع از حقوق زن
- در فجر ساحل
- جهانی سازی مهدوی، جهانی سازی غربی
- آینده سرمایه‌داری
- انسان‌گرایی اسلامی
- شهدای روحانیت
- امام علی (ع)
- آئین و روش تبلیغ
- پدیده‌شناسی فقر و توسعه
- کتاب زن
- زن از دیدگاه دین
- اصلاحات از دیدگاه اسلام